# Rajevo Selo

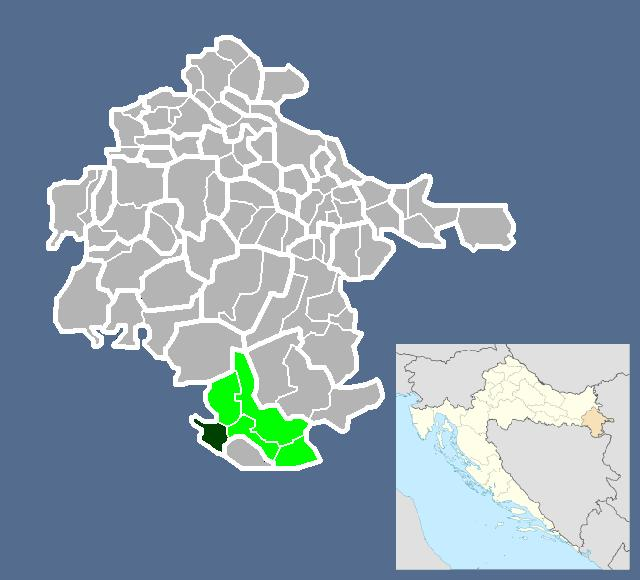
Położenie wsi Rajevo Selo na mapie gminy Drenovci i żupanii vukowarsko-srijemskiej

Rajevo Selo – wieś w Chorwacji, w żupanii vukowarsko-srijemskiej, w gminie Drenovci. W 2011 roku liczyła 987 mieszkańców.
W 2001 roku wieś liczyła 1407 mieszkańców – 670 mężczyzn i 737 kobiet